# Tibor Sekelj

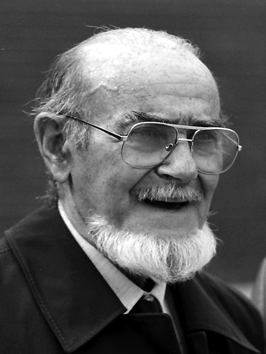
Tibor Sekelj

Tibor Sekelj (Hongaars: Székely Tibor) (Poprad, toentertijd Oostenrijk-Hongarije, nu Slowakije, 14 februari 1912 - Subotica, Joegoslavië, nu Servië, ca. 20 september 1988) was een ontdekkingsreiziger, schrijver en esperantist. Hij geldt als de meest vertaalde schrijver uit het Esperanto.

## Leven en werk
Sekelj werd geboren als zoon van een dierenarts. Het gezin verhuisde vaak, kort na zijn geboorte naar Cenei in het huidige Roemenië, in 1922 naar Kikinda in Servië, vervolgens naar Nikšić in Montenegro en daarna naar Zagreb. Daar studeerde Sekelj rechten en werkte hij vervolgens als journalist.
In 1939 vertrok hij als correspondent naar Argentinië en bleef daar uiteindelijk ruim vijftien jaar wonen. In deze periode ondernam hij grote ontdekkingstochten in het Andes-gebied, onder andere naar de Aconcagua. Van 1946 tot 1948 ondernam hij twee grote expedities in het Amazonegebied.
Sekelj schreef vele boeken over zijn ontdekkingstochten, met originele etnografische beschouwingen en onmiskenbare literaire kwaliteiten. Het meest bekend zijn Storm om de Aconcagua (Tempestad sobre el Aconcagua, 1944), Langs primitieve sporen (Por Tierra De Indios, 1946) en Waar de beschaving ophoudt (Donde La Civilizacion Termina, 1948). De meeste van zijn werken schreef Sekelj in Esperanto, waarvan hij een fervent pleitbezorger was en waarover hij ook tal van boeken en essays schreef.
In 1946 keerde Sekelj naar Europa terug en vestigde zich in Belgrado, later Vojvodina, waar hij museumdirecteur was, en uiteindelijk in Subotica, waar hij in 1988 op 76-jarige leeftijd overleed.